# Benedictinas de Caridad
La Congregación Hermanas Benedictinas de Caridad (oficialmente en italiano: Congregazione suore benedettine di carità) es una Congregación religiosa católica femenina de vida apostólica y de derecho pontificio, fundada por la religiosa polaca Colomba Gabriel en Roma, en 1908. A las religiosas de este instituto se les conoce como benedictinas de Caridad y posponen a sus nombres las siglas O.S.B.

## Historia

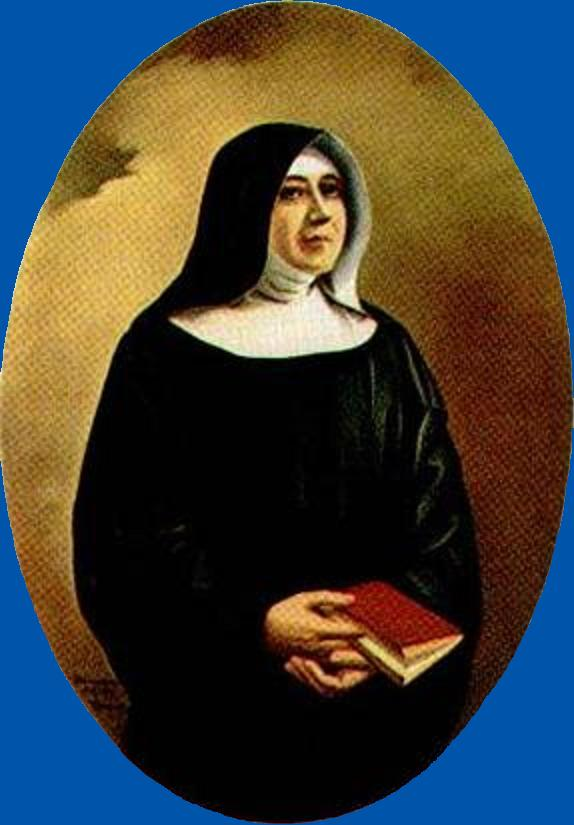
La religiosa polaca Colomba Gabriel (1858-1926), venerada como beata en la Iglesia católica, es la fundadora de la congregación.

Colomba Gabriel, monja polaca, procedente del monasterio de las benedictinas de Leópolis, del cual llegó a ser abadesa, fue enviada al monasterio de Subiaco (Italia), en 1900. Retirándose de la vida monástica, se trasladó a Roma, en donde se dedicó a las obras de misericordia en favor de los niños necesitados. Muchas jóvenes se interesaron por el estilo de vida de la monja exclaustrada, con ellas, Colomba fundó en Roma una casa para acoger a las niñas de la calle, las cuales dieron origen al instituto de Benedictinas de Caridad.
Para asegurar que la obra perdurase en el tiempo, las religiosas adoptaron la Regla de san Benito y se afiliaron a la Orden de San Benito, con la ayuda del abad primate de la orden. El cardenal vicario de Roma, Basilio Pompilj, aprobó el instituto como congregación de derecho diocesano, el 5 de marzo de 1926. La aprobación pontificia la recibieron en 1978, bajo el pontificado de Pablo VI.

## Organización
La Congregación Hermanas Benedictinas de Caridad es un instituto religioso centralizado, cuyo gobierno es ejercido por la superiora general. La sede central del instituto se encuentra en Roma.
Las benedictinas de caridad se dedican a diversas actividades en favor de los niños, jóvenes y ancianos necesitados, viven según la Regla de san Benito y su espiritualidad está marcada por el espíritu contemplativo de la misma. En 2015 eran unas 101 religiosas, distribuidas en 16 comunidades, presentes en Italia (Milán, Bozano, Solferino, Teolo (Praglia), Santa Marinella, Amatrice (Scai), Roma, Rieti y Avezzano (Pietraquaria)), Madagascar y Rumanía.